# Daniel Stenderup
Daniel Stenderup, né le 31 mai 1989 à Copenhague au Danemark, est un footballeur danois qui évolue au poste de défenseur central au Hvidovre IF.

## Biographie

### Brøndby IF
Daniel Stenderup joue dans les équipes de jeunes du Vanløse IF, avant de poursuivre sa formation au Brøndby IF. C'est ce club qui lui fait découvrir le football professionnel. Il joue son premier match lors d'une rencontre de Coupe du Danemark, le 24 août 2008, face au modeste club du BK Frem Sakskøbing, contre qui son équipe s'impose largement (1-7). Il joue un autre match dans cette compétition cette année-là, mais doit attendre deux ans pour avoir de nouveau sa chance avec l'équipe première. En effet, il n'effectue ses débuts en Superligaen que le 3 octobre 2010, lors d'une défaite face à l'AC Horsens (0-1).
Il s'impose comme un titulaire en 2011, année où il joue son premier match de Coupe d'Europe, lors d'une rencontre de Ligue Europa face au SV Ried le 28 juillet. Son équipe s'incline par deux buts à zéro ce jour-là.
Il inscrit son premier but en Superligaen le 9 mars 2014, lors de la réception du FC Nordsjælland. Son équipe s'impose sur le large score de 4-1.

### Esbjerg fB
Le 25 juillet 2014, Daniel Stenderup signe en faveur de l'Esbjerg fB. Il joue son premier match sous ses nouvelles couleurs le 16 août 2014, lors d'un match de championnat où il est titularisé face à l'Aalborg BK (1-1). Le 13 janvier 2015, il prolonge son contrat avec l'Esbjerg fB jusqu'en 2017.
Il dispute avec Esbjerg les demi-finales de la Coupe du Danemark en 2015. Son équipe s'incline face au FC Copenhague.

### FC Roskilde
Daniel Stenderup s'engage avec le FC Roskilde, club évoluant en deuxième division danoise, le 25 janvier 2017.
Stenderup inscrit son premier et unique but pour Roskilde le 20 mai 2018, lors d'une rencontre de championnat face au Fremad Amager. Titulaire, il participe à la victoire de son équipe par deux buts à zéro.

### Hvidovre IF
En août 2019, Daniel Stenderup rejoint le club de Hvidovre IF, qui évolue alors en deuxième division danoise. Il joue son premier match dès le 18 août contre le Næstved BK. Il est titularisé et les deux équipes se neutralisent (1-1 score final). Il inscrit son premier but le 6 juin 2020, lors d'une rencontre de championnat face au Nykøbing FC. Seul buteur de la partie, il donne donc la victoire aux siens ce jour-là.

### En sélection nationale
Daniel Stenderup fête sa première et unique sélection avec l'équipe du Danemark espoirs contre les Pays-Bas, le 17 novembre 2010. Il entre en jeu lors de ce match perdu par son équipe (1-3).